# Roland Delmaire
Roland Delmaire, né le 4 novembre 1941 à Mametz (Pas-de-Calais) et mort le 10 avril 2021 à Paris 10e, est un universitaire français, spécialiste en archéologie et en numismatique gallo-romaine, ancien professeur d'histoire romaine à l'Université Lille-III.

## Biographie

### Jeunesse et formation
Roland Delmaire est le deuxième d'une famille de six enfants. Deux de ses frères, Bernard et Jean-Marie Delmaire, sont également professeurs à l'Université Lille-III en tant que médiéviste pour le premier et historien du monde juif pour le second,,.
Roland Delmaire étudie à la Faculté catholique de Lille de 1958 à 1961. Il en sort diplômé d'une licence d'Histoire-Géographie, option Géographie. Alors que ses professeurs lui conseillent de poursuivre ses études de géographie, Roger Rémondon le convainc de préparer un diplôme d’études supérieures en Histoire ancienne sur L’Empire romain et la Perse au IVe siècle à la Faculté des Lettres de Lille.
En 1963, Roland Delmaire est reçu aux concours du CAPES et de l'agrégation d'Histoire. Il enseigne un an au Lycée Faidherbe de Lille avant de se rendre en Égypte, à l'Université du Caire dans le cadre de la coopération culturelle.
En 1968, il soutient une thèse intitulée Les responsables de l'administration financière au Bas-Empire sous la direction de l'historien André Chastagnol,.

### Carrière universitaire
En 1970, Roland Delmaire est élu assistant en Histoire ancienne à la Faculté des Lettres de Lille, et occupe cette fonction jusqu’en 1973. En 1972, il soutient sa thèse de troisième cycle, portant sur l’« Étude archéologique de la partie orientale de la cité des Morins », qui reçoit la mention très bien.
Au sein de l’UFR d’Histoire de l'Université de Lille-III, il exerce plusieurs responsabilités administratives. Roland Delmaire est membre du conseil de l’UFR, président de la commission de spécialistes, membre du Conseil des Études et de la Vie Universitaire (CEVU), et membre du conseil scientifique de l'université et de son bureau.
Roland Delmaire participe en parallèle à la Commission d’Histoire et d’Archéologie du Pas-de-Calais et de la Société Française de Numismatique, en qualité de membre titulaire. En outre, de 1994 à 2006, il est aussi membre du Comité de rédaction de la revue Trésors Monétaires.
En septembre 2006, Roland Delmaire fait valoir ses droits à la retraite.

### Décès
Roland Delmaire est mort le 10 avril 2021 à l'âge de 79 ans dans le 10e arrondissement de Paris,.

## Travaux

### L'administration au Bas-Empire
Roland Delmaire a consacré plusieurs de ses travaux à l'histoire du Bas-Empire romain et de l'administration impériale. Sa thèse, dirigée par l'historien André Chastagnol, spécialiste de l'Antiquité tardive, porte sur l'administration financière à la fin de l'Empire romain d'Occident. Celle-ci étudie l'activité des deux responsables de l'administration financière durant la période, le comte des largesses sacrées et le comte de la res privata, depuis leur création sous Constantin vers 325 jusqu'à leur disparition au début du VIIe siècle.
Roland Delmaire est aussi spécialiste en archéologie et en numismatique gallo-romaine,. 

### Histoire régionale
Les travaux de Roland Delmaire portent particulièrement sur l'histoire du Nord de la France durant l'époque romaine et notamment sur l'ancien territoire de la Morinie,.
Ses travaux aboutissent notamment en 1995 avec la publication d'une Carte archéologique de la Gaule qui recense les découvertes archéologiques effectuées dans les départements du Pas-de-Calais et du Nord. L'ouvrage fut récompensé par le troisième prix des Antiquités nationales décerné par l’Académie des Inscriptions et Belles Lettres.

## Publications
Roland Delmaire est l'auteur de 11 livres ou corpus, de 174 articles et de 115 comptes rendus.
- Roland Delmaire, Les responsables des finances impériales au Bas-Empire romain (IVe-VIe siècle). Études prosopographiques, Bruxelles, Latomus, 1989, 321 p. (ISBN 9782870311431)
- Roland Delmaire, Largesses sacrées et res privata. L’aerarium impérial et son administration du IVe au VIe siècle, Rome et Paris, Collection de l’École française de Rome, 1989, 759 p. (ISBN 978-2728301638)
- Roland Delmaire, Les Institutions du Bas-Empire romain de Constantin à Julien, tome 1, Les institutions palatines, Paris, Cerf, 1995, 202 p.
- Roland Delmaire, Carte archéologique de la Gaule. 62-1. Le Pas-de-Calais, Paris, Académie des Inscriptions et Belles-Lettres, 1994, 301 p. (ISBN 978-2877540216)
- Roland Delmaire, Carte archéologique de la Gaule. 62-2. Le Pas-de-Calais, Paris, Académie des Inscriptions et Belles-Lettres, 1997, 300 p. (ISBN 978-2877540230)
- Roland Delmaire (dir.), Patrick Thollard, Claude Seillier et Germaine Leman-Delerive, Carte archéologique de la Gaule. 59. Le Nord, Paris, Académie des Inscriptions et Belles-Lettres, 1997, 497 p. (ISBN 978-2877540483)
- Roland Delmaire (dir.), Frédéric Loridant, Christine Louvion-Deru et Jean-Claude Carmelez, Carte archéologique de la Gaule. 59/2. Le Nord, Paris, Académie des Inscriptions et Belles-Lettres, 2012, 392 p. (ISBN 978-2-87754-274-6)

## Distinctions

### Décoration
- Chevalier de l'ordre des Arts et des Lettres en 1997[1].

### Prix
- Troisième prix des Antiquités nationales délivré par l’Académie des Inscriptions et Belles Lettres, pour la Carte Archéologique de la Gaule 62. Le Pas-de-Calais en 1995[1].
- Prix Henry Debray de la Société des sciences et de l’Agriculture de Lille en 1998[1].